# Зленго

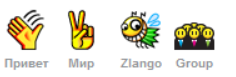
Пример Zlango

Zlango — пиктографический язык для пользователей SMS. Zlango является продолжением развития графических пиктограмм, в которых предоставлены не только специальные знаки препинания, но и возможно их свободное комбинирование с комплексным ходом мыслей, согласно общим правилам построения предложения. 

## Развитие
Zlango разработан в 2003 году одноименным израильским предприятием Zlango. Данное название происходит от английского «сленг», жаргон или разговорный язык.

## Построение языка
- Используются наглядно представленные пиктограммы.
- 236 таких пиктограмм уже в употреблении.
- Построение предложений в Zlango очень просто и понятно.
- Zlango разрабатывался для применения в телекоммуникации, а также в электронной почте.

Изначально пиктограммы Zlango были разделены на девять тематических категорий, что упрощало подбор подходящего символа

## Страны
Zlango используется, прежде всего, в Израиле и Польше, а также на Карибских островах. Употребление в Германии началось недавно. На Украине услугу на базе языка предоставляет оператор Киевстар абонентам тарифной линейки DJUICE.